# Euophrys sulphurea
Euophrys sulphurea es una especie de araña saltarina del género Euophrys, familia Salticidae. Fue descrita científicamente por L. Koch en 1867.
Habita en Turquía y Siria.